# شعيب الخفي
شعيب الخفي هو شعيب، في ناحية النخيب بقضاء الرطبة بمحافظة الأنبار بهضبة الوديان بالبادية العراقية غرب العراق.